# Ле-Сур (город, Миннесота)
Ле-Сур (англ. Le Sueur) — город в округах Ле-Сур,Сибли, штат Миннесота, США. На площади 12 км² (11,6 км² — суша, 0,5 км² — вода), согласно переписи 2002 года, проживают 3922 человека. Плотность населения составляет 339,4 чел./км².
- Телефонный код города — 507
- Почтовый индекс — 56058
- FIPS-код города — 27-36746[1]
- GNIS-идентификатор — 0654787[2]